# Hantili II.
Hantili II. je bol kralj Hetitov (Srednje kraljestvo), ki je vladal v prvi polovici 15. stoletja pr. n. šr. (kratka kronologija).

## Vladanje
Hantili je bil sin kralja Aluvamne, kar dokazuje Aluvamnova darilna listina njegovemu sinu. Njegova mati je bila verjetno kraljica Harapšeki, hčerka kralja Telipinuja. Hantili je v seznamih darov omenjan neposredno za Aluvamno. Njegov naslednik Zidanta II. je bil verjetno njegov nečak.
Hantili II.  je bil po več generacijah prvi veliki kralj, ki je bil očetov  neposredni naslednik.
Sporazum o zavezništvu kralja Kizuvatne z neimenovanim hetitskim kraljem bi lahko bila sklenjena s Hantilijem II. ali njegovim očetom Aluvamno. Ob tem se pojavlja vprašanje, ali je bil Hantili očetov neposredni  naslednik ali je med njima vladal uzurpator Tahurvaili. Mogoče je tudi, da je Tahurvaili vladal za Hantilijem II., vendar je bolj verjetno, da je vladal pred njim in je Hantilija II. nasledil Zidanta II.